# Андрей Краев
Андрей Герчев Георгиев Краев, известен като Кара Андрей и Андрей Шумналията, е български хайдутин и революционер от XIX век.

## Биография
Роден е в село Осмар, Шуменско. След като се изучил в родното си село, през Кримската война семейството му отива да живее в град Шумен. Тука започва да се занимава с касапския занаят и постепенно се замогва като търговец.
Андрей участва в дейността на читалището „Свети Архангел“. С революционна дейност започва да се занима през 60-те години на XIX век, когато Васил Левски основава местен революционен комитет. Краев организира комитети в селата Златар, Смядово, Драгоево, Осмар и град Преслав.
Заподозрян от властите, образува малка хайдушка дружина от 5 – 6 души, с която действа в Шуменско и намира убежище в Мадара и Кюлевча. Участници в дружината на Шумналията са Кадънкоглу и Димитър Ченков от Сливен и Стефан Панталонджията от Котел. Между 1873 и 1875 година се мести в Сливенския Балкан. Възторжени слова за четата отправя Атанас Хитов, племенник на Панайот Хитов.
През 1875 година шуменци търсят връзка с Андрей Краев, но четата е вече унищожена „до крак“ в Котленския Балкан.